# Équipe du Kosovo de curling
L'équipe du Kosovo de curling est la sélection qui représente Kosovo dans les compétitions internationales de curling. En 2017, les équipes ne sont pas classées.

## Historique
La fédération nationale est créée en septembre 2011 et devient le 50e membre de la Fédération mondiale de curling mais la structure tombe rapidement en sommeil.
En 2016, Peter Andersen, un canadien employé auprès d'une organisation non gouvernementale à Pristina, souhaite développer ce sport au Kosovo, lui qui avait pratiqué le curling à Kingston. Il développe alors la pratique du "street curling" où il n'y a pas besoin de piste de glace après avoir obtenu une aide financière de développement par la Fédération mondiale de curling. La fédération recherche à apporter un maximum de visibilité pour gagner une reconnaissance internationale
L'adhésion du Kosovo à la Fédération internationale du sport universitaire laisse une opportunité d'introduire de jeunes curlers aux Universiade de 2019. Le championnat de double mixte est également ouvert à toutes les fédérations à partir de l’édition 2018, année où une équipe s'est entrainé en Hongrie sur une piste de glace.